# نظرية الاستدلال المراسل
نظرية الاستدلال المراسل (بالإنجليزية: Correspondent inference theory)‏ هي نظرية نفسية اقترحها إدوارد جونز وكيث إيديز (1965) تقول بأنه «استدلال المتلقي حول ما الذي يحاول الفاعل (القائم بالسلوك) تحقيقه قيامه بهذا السلوك». والغرض من هذه النظرية هو شرح سبب قيام الأشخاص بصنع عزو داخلي أو خارجي. حيث يقارن الأشخاص سلوكهم بسلوكيات أخرى لتقييم الخيارات أو القرارت التي اتخذوها أو قاموا بها، ومن خلال النظر في عوامل مختلفة يمكنهم أن يحددوا ما إذا كان سلوكهم ناجما عن النزعة الداخلية.